# 선종유심결 등 합철
선종유심결 등 합철(禪宗唯心訣 等 合綴)은 서울특별시 강남구 압구정동에 있는 조선시대의 책이다. 2011년 9월 8일 서울특별시의 유형문화재 제319호로 지정되었다.

## 지정사유
이 책은 중국과 한국 고승의 법어(法語)와 행장(行狀) 4종을 1책으로 합철한 것으로 『선종유심결(禪宗唯心訣)』 16장, 『정주양산확암화상십우도송병서(鼎州陽山廓庵和尙十牛圖頌幷序)』 6장, 『목우자수심결(牧牛子修心訣)』 20장, 『무상대사행장(無相大師行狀)』 10장 등 총 52장으로 구성되었다.
이 책은 1500년에 간행된 『선종유심결』 이후 한 시기에 찍어 합철한 것으로 추정되며, 인출상태도 양호하고 특히 『선종유심결』은 보물 제959호 <경주 기림사 소조비로자나불 복장전적> 의 『선종유심결』 보다도 인출시기가 앞서고, 이러한 구성으로 합철된 예가 아직 없다.

## 조사보고서
이 책은 중국과 한국 고승의 법어(法語)와 행장(行狀) 4종을 1책으로 합철한 목판본이다. 모두 52장으로 『선종유심결(禪宗唯心訣)』 16장, 『정주양산확암화상십우도송병서(鼎州陽山廓庵和尙十牛圖頌幷序)』 6장, 『목우자수심결(牧牛子修心訣)』 20장, 『무상대사행장(無相大師行狀)』 10장이다. 각 어미(魚尾)에 “訣” “十牛” “修心訣” “永嘉集前”이라 새겼다.
첫째, 『선종유심결(禪宗唯心訣)』은 북송 때 연수(延壽)가 지었다. 말미의 1500년(연산군 6) 기문으로 보아 경상도 합천 봉서사에 유판되었음을 알 수 있다.(“弘治十三年庚申仲冬有日 自結良因善男信女謹記. 主上殿下壽萬歲 …[施主秩]… 留板于慶尙道陜川之伽耶山鳳栖寺”) 이 1500년 간본과 동일한 예로 보물 제959호 <경주 기림사 소조비로자나불 복장전적> 중에 선종유심결이 포함되어 있는데, 인출시기는 이 책이 보물 제959호보다 앞선다. 현존하는 몇몇 기관의 소장본을 보면, 『목우자수심결』과 함께 마지막 부분에 합철된 경우가 많다.
둘째, 『정주양산확암화상십우도송병서(鼎州陽山廓庵和尙十牛圖頌幷序』는 북송 말의 확암화상이 깨달음의 과정을 마치 소를 찾아가는 과정에 비유한 것이다. 모두 10장으로 각장 상단의 원형 틀안에 십우도(十牛圖)를 새겼다. 중국 판본을 바탕으로 하여 번각한 것으로 여겨지나 판각시기는 밝혀있지 않다.
셋째, 『목우자수심결(牧牛子修心訣)』은 보조국사 지눌(知訥)이 지은 선(禪) 수행의 지침서이다. 본건 말미에 간기와 시주자 명단이 있는데, 간기에 따르면 1483년(성종 14) 경상도 고성 벽운사에서 간행되었음을 알 수 있다.(“성화십구년계묘사월일고성지벽운사개판 成化十九年癸卯四月日固城地碧雲寺改板”).
넷째, 『무상대사행장(無相大師行狀)』은 영가(永嘉) 현각선사(玄覺禪師, 647~713)의 행장으로 한림학사 양억(楊億)이 지었다. 본건 말미에 1304년(元 大德 8) 5월 72세 손벽거사(蓀壁居士) 김응계(金應桂)가 썼다고 밝혔고 이어 김응계의 인문(印文)과 “판류항성붕전초고상대심이랑경방인행(板留杭城棚前鈔庫相對沈二郞經坊印行)”이란 유판사항이 있어 중국 간본을 번각했음을 알 수 있다.
이상 4종의 합철 시기는 1500년에 간행된 『선종유심결』이후가 될 듯한데, 지질이나 인출상태로 보아 한 시기에 찍어 합철된 것으로 여겨진다. 표지와 위아래의 일부 훼손을 제외하면 인출상태가 양호하고 낙장도 없다. 특히 『선종유심결』은 보물 제959호 <경주 기림사 소조비로자나불 복장전적> 중에 포함된 것보다 인출시기가 앞선다. 또 이런 조합으로 합철된 예가 아직 없다.

## 참고 자료
- 선종유심결 등 합철 - 국가유산청 국가유산포털